# Lucanus fortunei
Lucanus fortunei là một loài bọ cánh cứng trong họ Lucanidae. Loài này được Saunders mô tả khoa học năm 1854.